# Arthur Fernandez Coca
Arthur Fernandez Coca (ur. 20 marca 1875 w Filadelfii, zm. 11 grudnia 1959) – amerykański lekarz pochodzenia kubańskiego, alergolog.

## Życiorys
Nauki pobierał w Haverford College, stopień doktorski otrzymał w 1900 na University of Pennsylvania; potem studiował w Heidelbergu (1905–1909), gdzie był (w latach 1907–1909) asystentem von Dungerna w Instytucie Raka, odpowiedzialnym za laboratorium chemiczne. Później wyjechał na Filipiny, gdzie w manilskim Biurze Naukowym był bakteriologiem w latach 1909-1910. W Cornell University Medical College pełnił w latach 1910–1919 funkcję instruktora patologii i bakteriologii. Następnie był adiunktem (assistant professor, 1919-1924), profesorem (1924-1932), a następnie profesorem medycyny na Uniwersytecie Columbia w Nowym Jorku, a także (do przejścia na emeryturę w roku 1949) dyrektorem medycznym w Lederle Laboratories w tym mieście. Potem aż do swej śmierci prowadził praktykę prywatną lekarza alergologa.
Arthur Fernandez Coca był jednym z pionierów alergologii; zaproszony został w związku z tym zakresem swoich badań przez małżeństwo Ludwika i Hannę Hirszfeldów w roku 1928 do Warszawy, gdzie wygłosił cykl wykładów na temat alergologii dziecięcej. Był to pierwszy w Polsce kurs alergologii wieku rozwojowego. Jego podręcznik z tej dziedziny Familial Nonreaginic Food-Allergy Hanna Hirszfeldowa przetłumaczyła na język polski („Rodzinna niereageniczna alergia pokarmowa”). Coca opublikował też w pracy Pulse test swoje spostrzeżenia dotyczące związku zmian ludzkiego tętna z ekspozycją na czynniki alergiczne i toksyny.
W 1915 założył czasopismo naukowe The Journal of Immunology, do czego skłoniło go z jednej strony potrzeba zdyskontowania jego wcześniejszych doświadczeń z Heidelbergu i z Manili, a z drugiej zawieszenie (w związku z wybuchem I wojny światowej) publikowania wychodzącego wcześniej w Niemczech (w wydawnictwie Gustav Fischer, Jena) czasopisma Zeitschrift für Immunitätsforschung oraz odrzucenie jego artykułów (jako „zbyt specjalistycznych” i „zbyt zaawansowanych”) przez inne czasopismo amerykańskie. Założony przez Coca Journal of Immunogy powstał przy bliskiej współpracy z Edwardem B. Passano, który był później prezesem firmy Williams and Wilkins Company, wydającej to czasopismo. Coca był jego redaktorem naczelnym do 1916, kiedy nieznacznie zmienił tę funkcję na redaktora prowadzącego (managing editor); na stanowisku tym pozostał do 1948. Jego niewielka książka pt. Essentials of Immunology („Podstawy immunologii”) uznawana jest za znaczący wkład Arthura Fernandeza Coca w tę dziedzinę nauk medycznych.